# Ciudad Vieja (Montevideo)

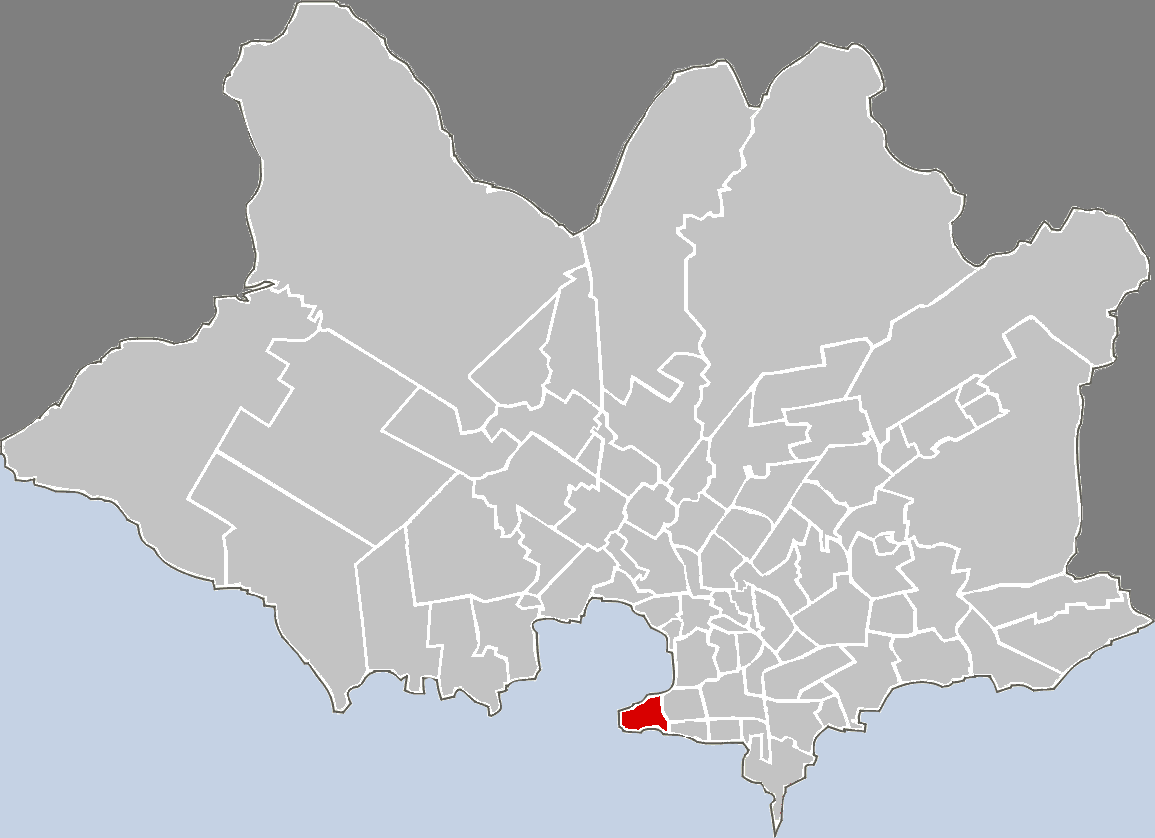
Lage der Ciudad Vieja in Montevideo

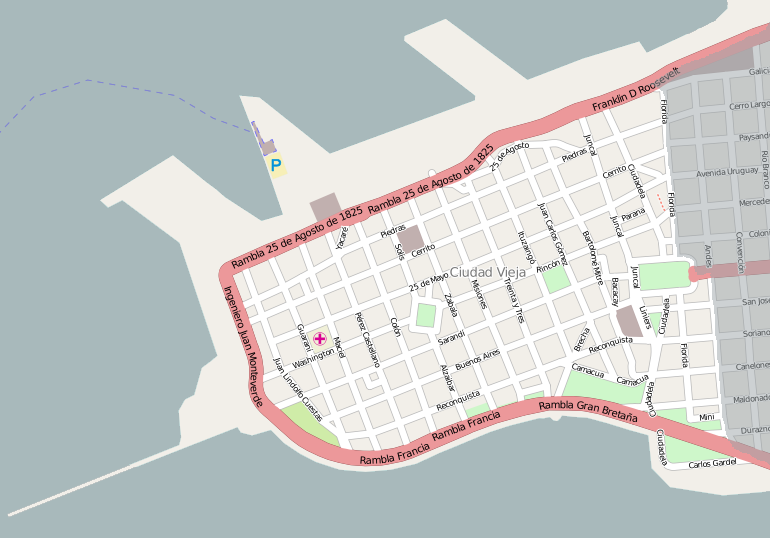
Plan der Altstadt Montevideos

Ciudad Vieja ist ein Stadtviertel (Barrio) der uruguayischen Hauptstadt Montevideo.

## Lage
Die Ciudad Vieja ist die Altstadt und somit der historische Stadtkern von Montevideo. Sie befindet sich im Süden des Departamentos Montevideo. Gelegen auf dem westlichen Teil der dortigen Halbinsel, grenzt sie in ihrem Osten an die Viertel Centro und Barrio Sur und wird ansonsten vom Wasser des Río de la Plata umgeben, wobei die Rambla das Barrio an ihrem Küstenabschnitt umläuft. An der Nordseite befindet sich der Hafen von Montevideo. Das Gebiet der Ciudad Vieja ist dem Municipio B zugeordnet.

## Beschreibung
Während die Altstadt, überwiegend geprägt durch den Hafen und den Bankensektor, auch Einzelhandel und Gastronomie beherbergt, dient sie zu Wohnzwecken insbesondere ärmerer Gesellschaftsschichten. Gleichzeitig sind in diesem auch für den Tourismus bedeutsamen Barrio, das den ursprünglichen Kern Montevideos bildet, eine Vielzahl bedeutender Bauten und Plätze konzentriert.
Die Altstadt schließt an die Plaza Independencia und an das dort an dessen Westseite vor Kopf befindliche historische Stadttor, die Puerta de la Ciudadela an. Von dort ausgehend führt die als Fußgängerzone ausgestaltete Calle Sarandí als bedeutendste Straße des Viertels in westliche Richtung. Unweit des Stadttors befindet sich das Museo Torres García. Die Fußgängerzone führt zum Plaza de la Constitución, der auch als Plaza Matriz bezeichnet wird. An diesem sind sowohl die Kathedrale von Montevideo, das rechter Hand von dieser gelegene Museo Gurvich, als auch das Cabildo mit dem Museo y Archivo Histórico Municipal gelegen. Wenige hundert Meter straßenaufwärts in südwestlicher Richtung führt die Sarandí sodann vorbei am Museo de la Palabra zum Plaza Zabala, auf den die kreuzende Querstraße Alzáibar führt und an dem sich der Palacio Taranco mit dem darin ansässigen Museo de Artes Decorativas befindet. Die bis zum Südwestende der Halbinsel in gerader Linie fortlaufende Calle Sarandí geht dort schließlich in die Escollera Sarandí, einen in den Río de la Plata ragenden, begehbaren und unter anderem von Anglern genutzten Wellenbrecher von einigen hundert Metern Länge über.
Unweit der Plaza Independencia in südlicher bis südwestlicher Richtung liegt an der dort verlaufenden Parallelstraße zur Sarandí, der Calle Buenos Aires, das Teatro Solís. Wiederum einige hundert Meter südlich grenzt an die dortige Rambla Gran Bretaña die Plaza España. Westlich dieser steht der Templo Inglés. Im Cuadra zwischen der Plaza España und dem Teatro Solís steht das Gebäude des Mercado Central.
An einer zweiten bedeutenden Straße des Viertels, der Calle 25 de Mayo, findet sich das Krankenhaus Hospital Maciel. Ferner sind das Casa de Lavalleja, das Museo Romántico im Casa de Antonio Montero, das Museo de Arte Precolombino e Indígena, das Edificio Centenario, das
Establecimiento Hidro Termo Terápico oder auch die mexikanische wie die chilenische Botschaft in dieser Straße ansässig. Auch liegt hier westlich des nahen Plaza Zabala, zwischen den Straßen Colón und Solís das Casa Garibaldi, in dem Giuseppe Garibaldi lebte.
In Hafennähe, nahe bzw. an der Rambla 25 de Agosto de 1825, der Fortsetzung der Rambla F.D.Roosevelt nach Westen, befinden sich überdies der Mercado del Puerto gegenüberliegend der Gebäude des Zolls und des Fährhafens mit den dortigen Buquebus-Terminals, das Museo del Carnaval und das Ministerium für Tourismus und Sport sowie die Las Bóvedas und das Casa Lecocq. Auch ist hier am Übergang der Rambla 25 de Agosto in die Rambla F.D.Roosevelt das Garibaldi-Denkmal vorzufinden.
Bedeutend in der Ciudad Vieja sind zudem das das Museo Histórico Nacional beherbergende Casa de Rivera an der Ecke Misiones/Rincón, in dem der uruguayische Präsident Fructuoso Rivera lebte. Erwähnenswert sind ferner der Sitz der Banco de la República Oriental del Uruguay, das  Casa de los Vázquez und das Museo de la Construcción im Casa de Toribio.
Insgesamt wird die Altstadt innerhalb der die Halbinsel umführenden Rambla von sieben nahezu parallel verlaufenden Straßen von Nordost nach Südwest durchzogen. Dies sind die Straßen Piedras, Cerrito, 25 de Mayo, Rincón bzw. Washington, Sarandí, Buenos Aires und Reconquista. Diese kreuzen jeweils -neben einigen kleinen Straßenverzweigungen- rechtwinklig von Nordwest nach Südost bis zur Plaza Independencia 13 Querstraßen. Dies sind die Juncal, Bartolomé Mitre, Juan Carlos Gómez, Ituzaingó, Treinta y Tres, Misiones, Zabala, Solís bzw. Alzáibar, Colón, Pérez Castellano (siehe: Edificio La Proa), Francisco Maciel, Guaraní und Juan L. Cuestas.

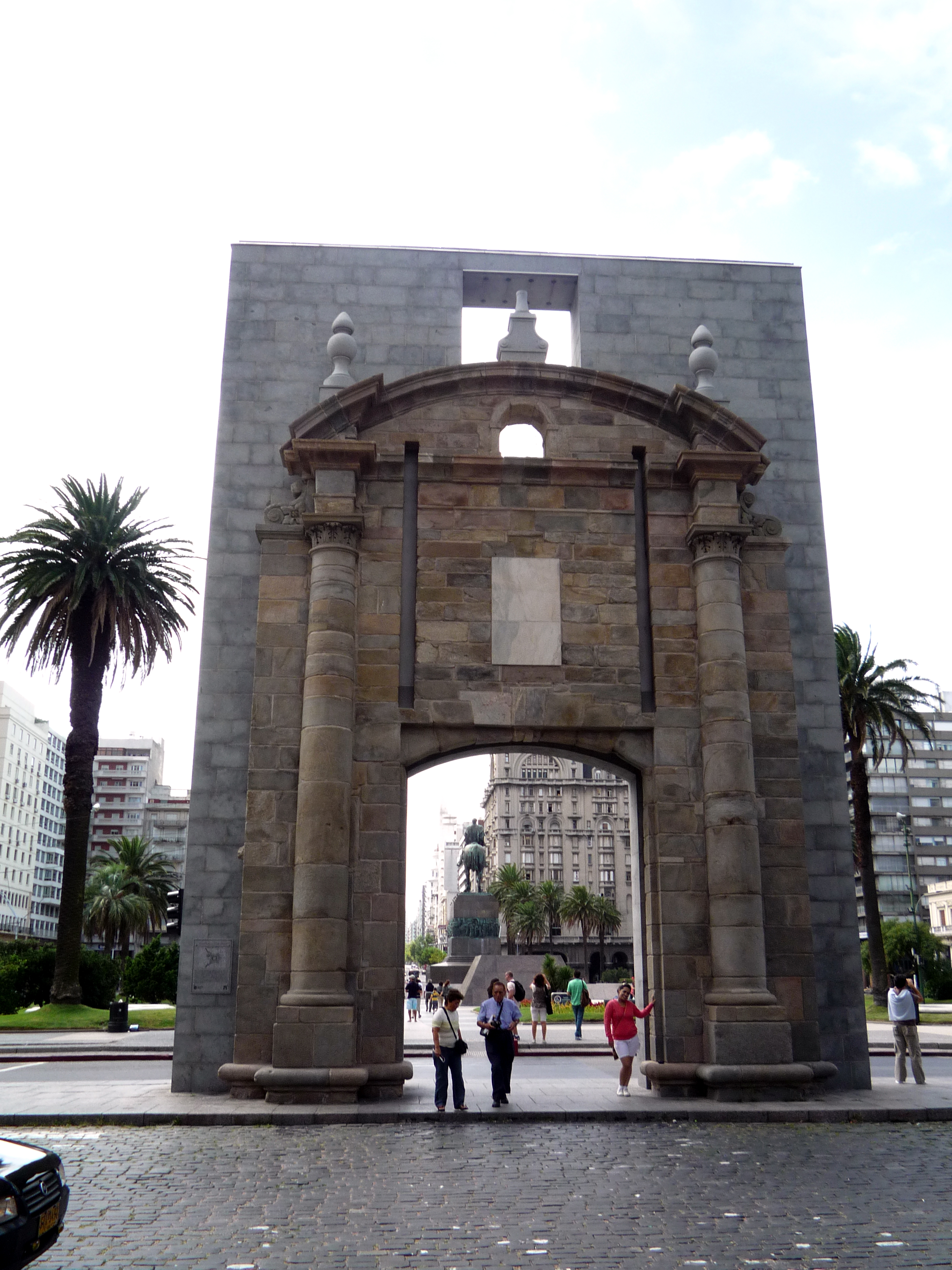
Die Puerta de la Ciudadela, das Tor zur Altstadt
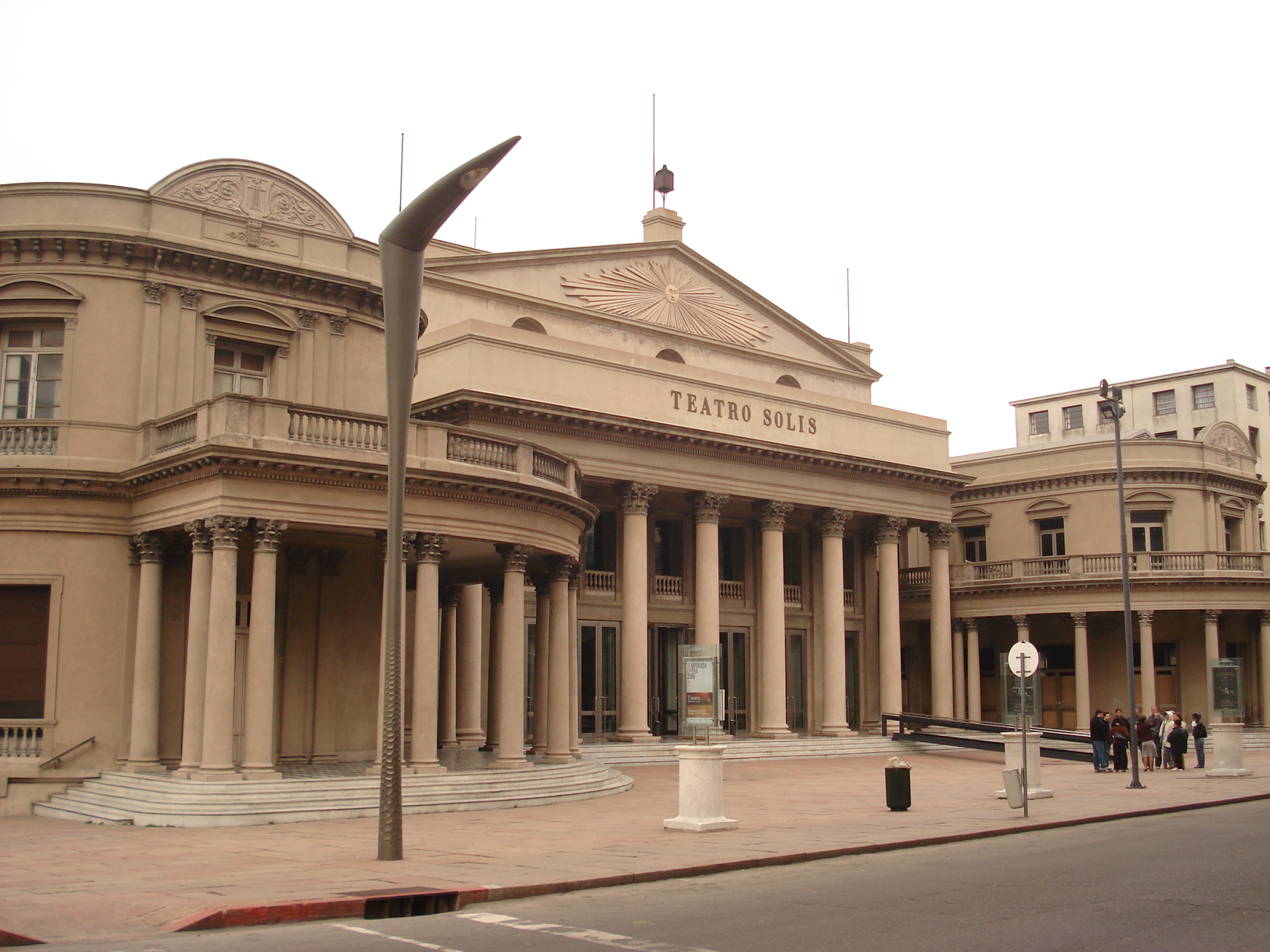
Teatro Solís
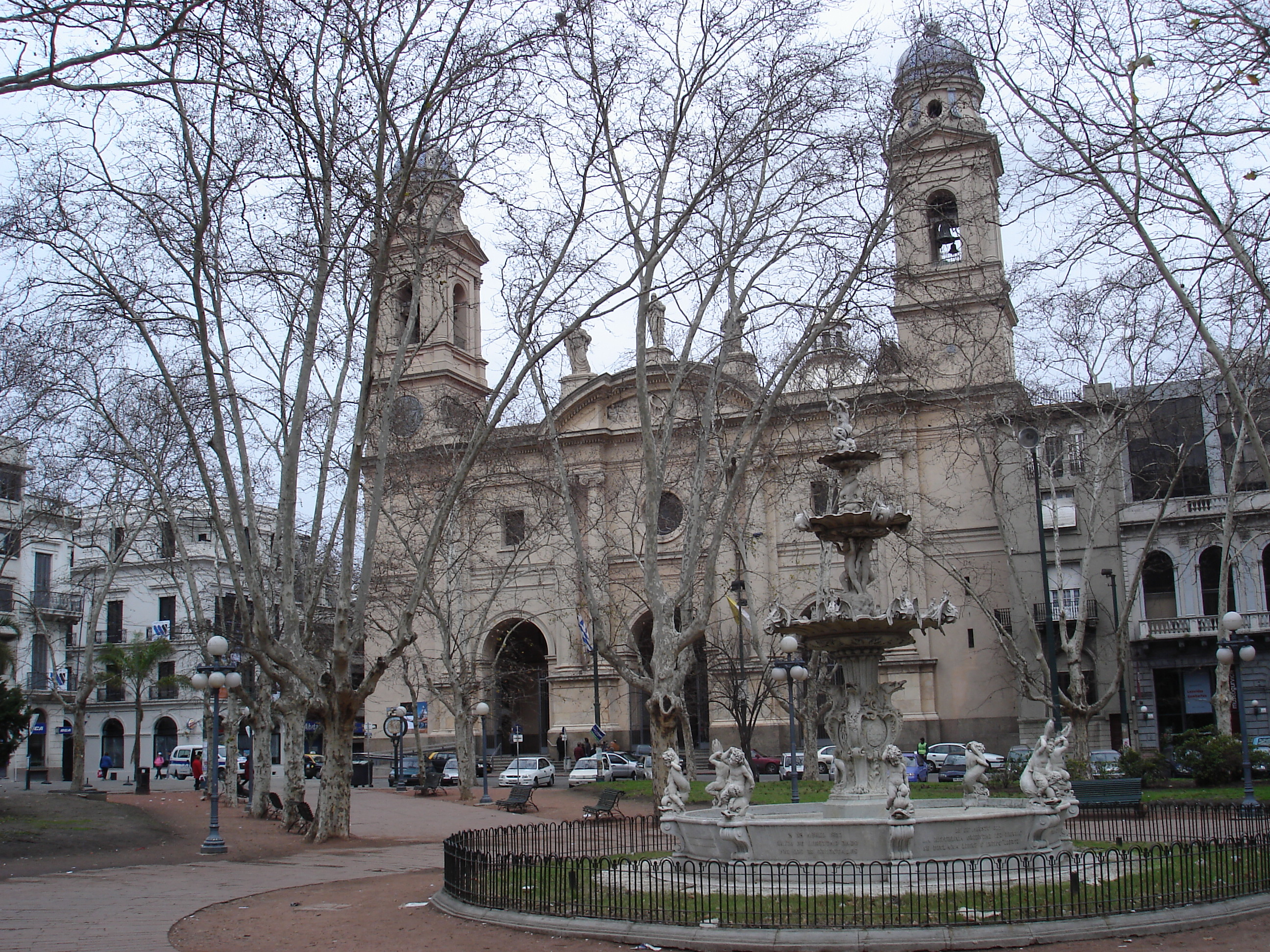
Die Kathedrale und der vorgelagerte Plaza Matriz
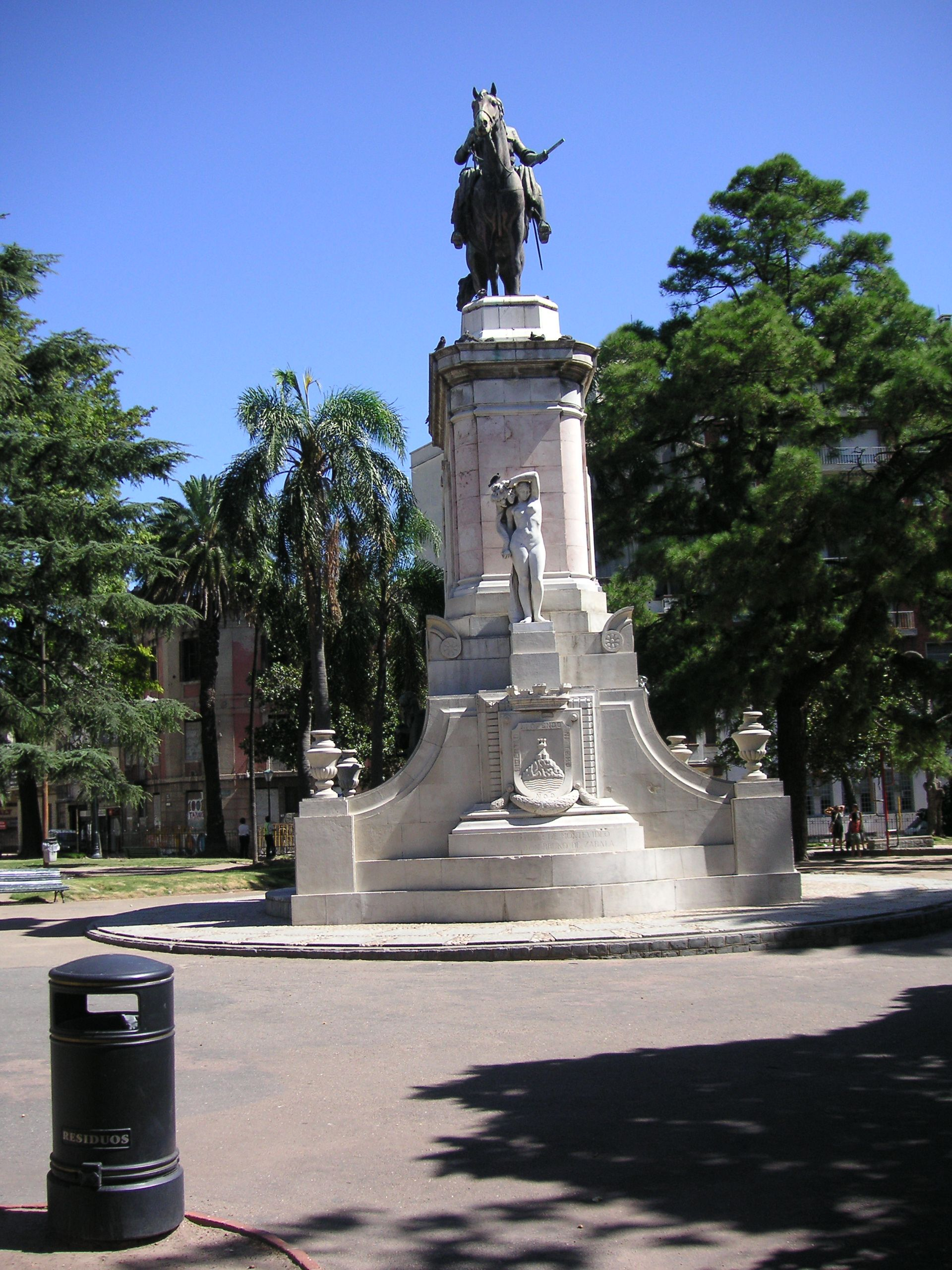
Plaza Zabala
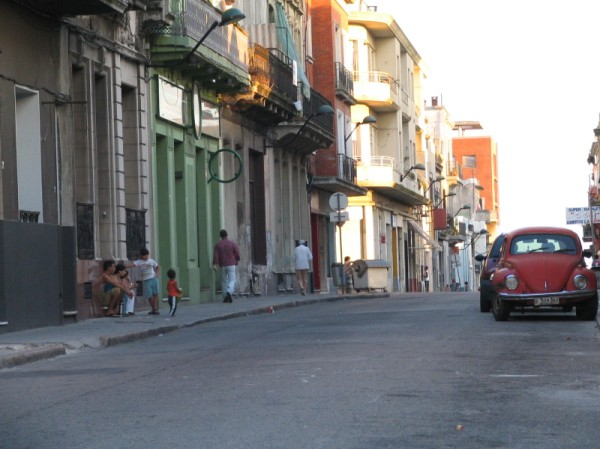
Straße in der Altstadt
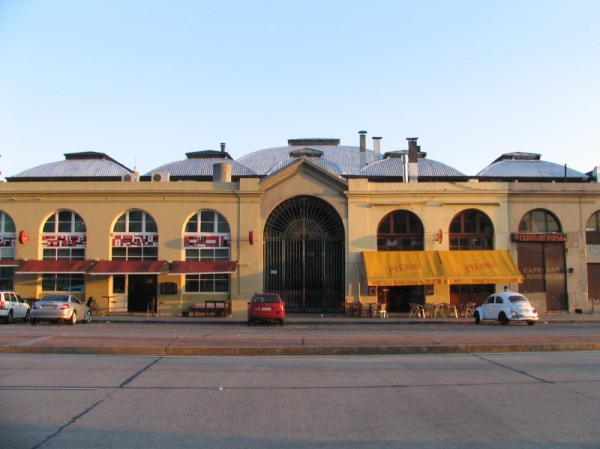
Mercado del Puerto
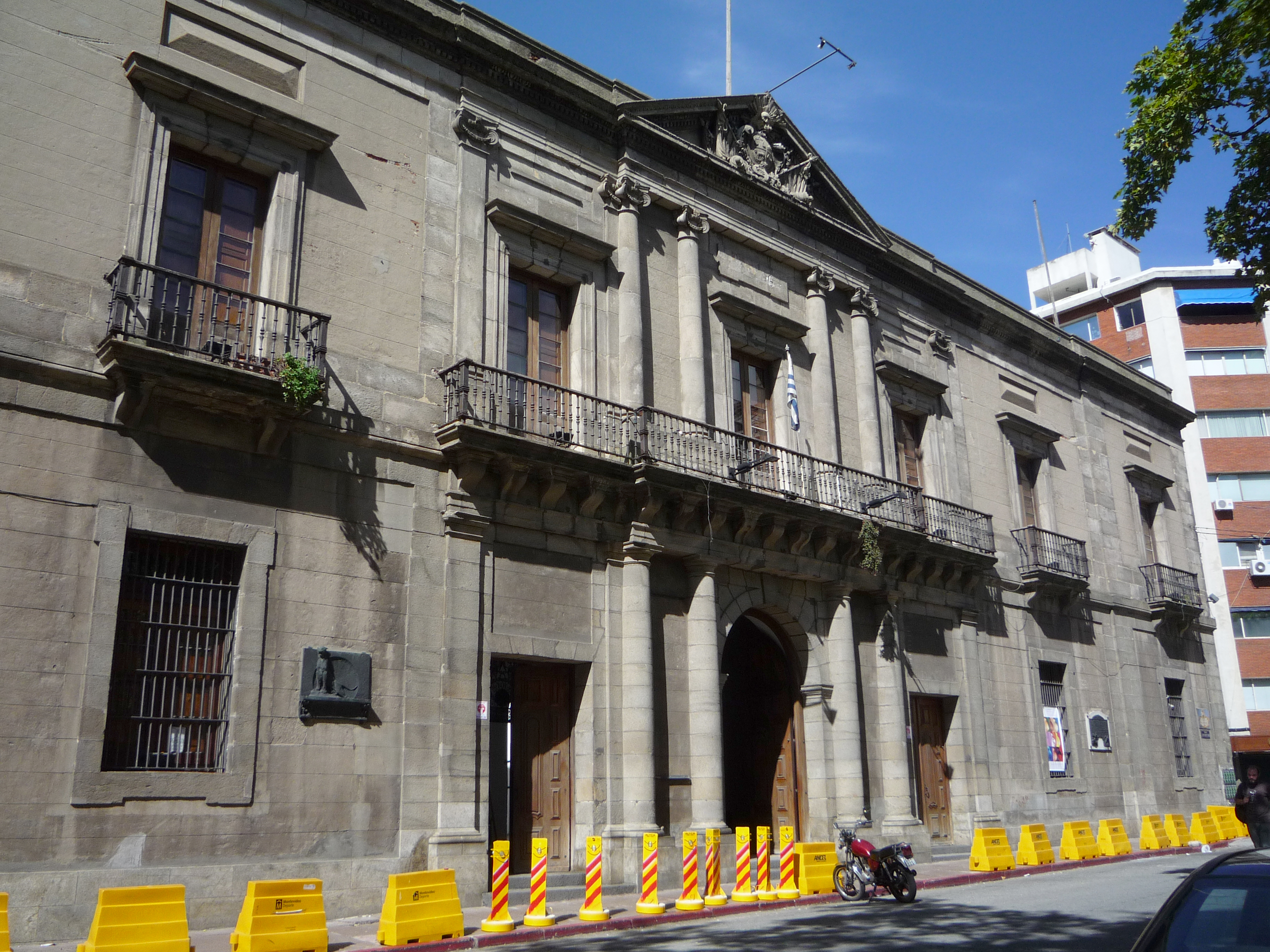
Cabildo von Montevideo
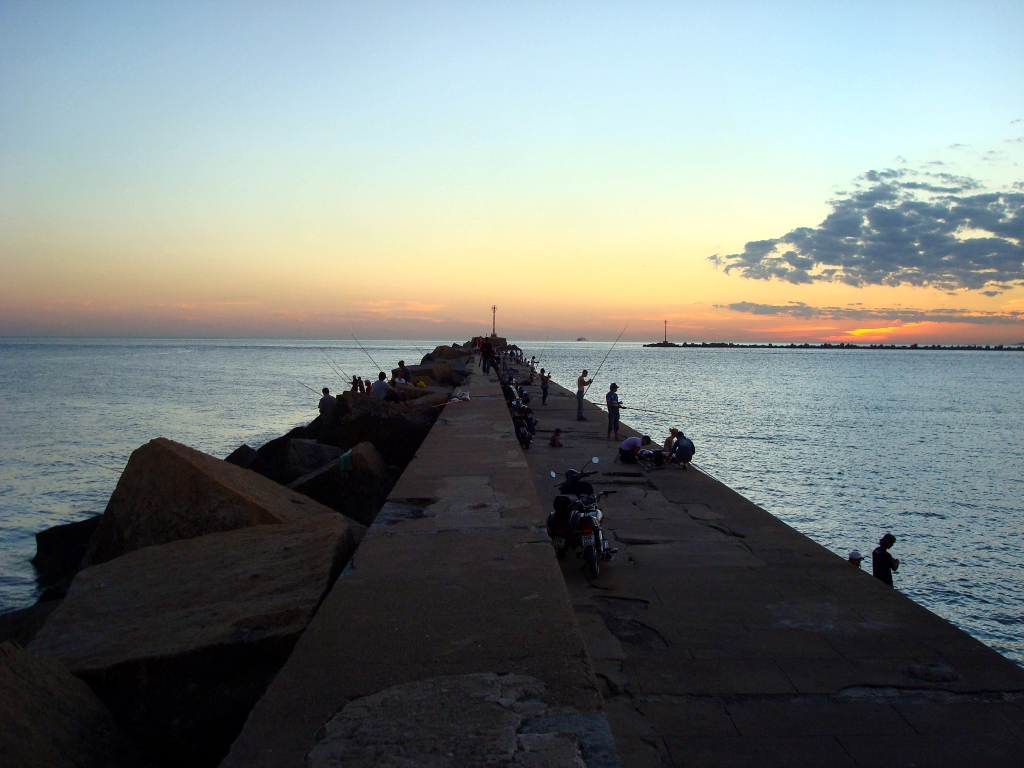
Escollera Sarandí